# Plator de Macedònia
Plator fou un militar macedoni.
Filip V de Macedònia el va enviar a Creta cap a l'any 219 aC o 218 aC. Va ser comandant de la ciutat d'Oreum en nom del rei Filip V de Macedònia, però finalment va entregar la ciutat als romans el 207 aC.